# Pedras de Maria da Cruz
Pedras de Maria da Cruz är en kommun i Brasilien.   Den ligger i delstaten Minas Gerais, i den sydöstra delen av landet, 400 km öster om huvudstaden Brasília. Antalet invånare är 10 310.
Omgivningarna runt Pedras de Maria da Cruz är huvudsakligen savann. Runt Pedras de Maria da Cruz är det mycket glesbefolkat, med 4 invånare per kvadratkilometer.